# Superior (manga)
Superior (シューピアリア) est un manga shōnen de high fantasy créé par Ichtys et publié par Square Enix. Neuf tomes sont sortis entre 2004 et 2009. Lors de la migration de la série du Gangan Powered au Monthly GFantasy en avril 2009, la série a été renommée Superior Cross. Six tomes sont sortis entre avril 2009 et juillet 2011.
En France, les deux séries sont publiées en intégralité par Ki-oon.

## Résumé
L'histoire se déroule dans un monde où humains et monstres se font la guerre depuis toujours. Une créature, appelée "Roi Démon" a éradiqué la moitié de l'humanité et pris la tête des monstres. Pour contrer ses plans qui consistent à détruire l'humanité tout entière, les humains ont confié à un individu aux pouvoirs exceptionnels, le Héros, la tâche de l'éliminer.

## Personnages principaux
Sheila (シーラ, Shira)
Sheila est le Roi Démon. C'est une belle jeune femme aux longs cheveux noirs, qu'elle attache toujours en queue-de-cheval, et ses yeux sont de couleur rouge comme tous les monstres. Sheila a des oreilles longues et pointues, dressées à l'horizontale, l'un des seuls traits physiques qui révèlent sa véritable nature. Elle les dissimule lorsqu'elle veut cacher aux autres qu'elle est un monstre.
Sheila est exceptionnellement puissante, et dotée d'incroyables capacités magiques, ce qui lui a valu d'être désignée par ceux de sa race pour être le Roi Démon. Depuis son enfance, elle a passé son temps à tuer des centaines de milliers d'humains, à détruire de nombreuses villes, jusqu'à y prendre plaisir. Elle est par conséquent devenue complètement insensible et cruelle. Elle ignore tout des sentiments tels que l'amitié ou l'amour.
Dans le volume 1, elle se rend dans un château qui lui appartient mais dont un autre monstre a pris la possession. C'est là qu'elle rencontre le Héros, qui était venu voir si le Roi Démon s'y trouvait. Alors que des monstres attaque Sheila, le Héros la sauve, croyant qu'elle est un monstre ordinaire, car il ignore l'apparence du Roi Démon. Sheila, surprise en découvrant ses principes pacifistes, décide de se joindre à lui. Pour ce faire, elle prétend être tombée amoureuse de lui. Cependant, alors que le héros est momentanément blessé par un monstre, elle se sent prise d'une réelle affection pour lui. Elle choisit de l'accompagner pour pouvoir le tuer au moment le plus opportun.
Exa (エクサ, Ekusa)
Exa est le Héros, l'humain aux pouvoirs exceptionnels choisi par les siens pour tuer le Roi Démon. C'est un jeune homme avec des cheveux blancs courts et des yeux bleu-vert .
Il se bat en maniant une épée et est également capable de maîtriser la magie. Les humains lui ont attribué la tâche de tuer le Roi Démon ainsi que tous les monstres d'ailleurs, cependant Exa est un pacifiste. Il met seulement hors d'état de nuire les monstres qui se trouvent sur sa route. Il affirme que le seul monstre qu'il consent à tuer est le Roi Démon. C'est en le tuant qu'il souhaite mettre fin à la guerre entre humains et monstres.
Exa a choisi cette voie car le Roi Démon a détruit son village natal alors qu'il était enfant, ce qui l'a profondément affecté. Après la destruction de son village, il est pris comme élève par le tout premier Héros qui a renoncé à son titre. Quelques années plus tard, il participe au tournoi de sélection du Héros qu'il remporte. C'est à cette occasion qu'il rencontre Lakshry qu'il bat en duel, et qui devient son bras droit et meilleur ami.
Dans le volume 1, il explore un château à la recherche du Roi Démon, et y rencontre Sheila. Il ignore tout de sa véritable identité, et, croyant qu'elle n'est qu'un monstre ordinaire, accepte qu'elle l'accompagne dans sa quête.
Lakshry (ラクシュリ, Rakushuri)
Lakshry est le bras droit du Héros Exa et aussi son meilleur ami. C'est un jeune homme avec des cheveux blonds et châtain clair mi-longs,  et des yeux marron. Il manit deux longues épées qu'il sort rarement de leurs fourreaux, pour ne pas tuer ses ennemis.
Lakshry est d'un naturel enjoué, il prend souvent plaisir à taquiner Angelica au sujet de sa poitrine menue. En raison des réactions plutôt vives de celle-ci, il la surnomme "Le Gorille des Montagnes". Il est extrêmement sensible aux charmes de la gent féminine.
Il rencontre Exa lors du tournoi de selection du Héros. À cette époque, il se décrit comme extrêmement arrogant, et désireux de blesser n'importe qui. Mais lorsque Exa le défie et le bat, Lakshry décide aussitôt d'adhérer à ses principes pacifistes et le rejoint dans sa quête pour tuer le Roi Démon.
Angelica (アンジェリカ, Anjerika)
Angelica est l'un des compagnons du héros. C'est une jeune fille de petite taille, avec des cheveux roses coiffés en boucles à l'anglaise. Son œil gauche est vert, mais son œil droit est rouge car elle a du sang de monstre dans les veines. Pour qu'on ne le remarque pas, elle cache son œil droit sous ses cheveux. Elle s'habille toujours dans un look lolita avec des robes bordées de dentelles.
Angelica est une magicienne confirmée, encore plus puissante que la moyenne grâce à son sang de monstre. Pour se battre, elle utilise une baguette magique.
Elle fait la connaissance du héros lorsque celui-ci s'arrête dans son village. À cette époque, Angelica est rejetée de tous à cause de ses origines mais Exa l'accepte telle qu'elle est. Très attachée à lui, elle décide de partir avec lui pour le suivre dans sa quête. Son respect envers lui est tel qu'elle l'appelle toujours "Maître Exa".

## Manga
Ce manga est illustré par Ichtis

### Superior Cross
Superior Cross est la suite de Superior, familièrement nommée Supercross par les fans et même Ichtyss. Contrairement à la première partie qui compte 9 tomes, Supercross n'en contient que 6. Dans ces tomes la relation entre Sheila et Exa s'approfondit, on en apprend plus sur les différents personnages et leur background. L'histoire prend un tour tragique à l'issue du tome 4, en effet Exa apprend que Sheila est vraiment le Roi Démon et veut la tuer. En fait, Sheila n'a jamais été le véritable Roi Démon car il était enfermé à l'intérieur de sa copie aux cheveux blancs.(tome 5 et 6) Le véritable Roi Démon n'a pour but que de détruire le monde qu'il trouve imparfait.

## Anecdotes
Ichtys explique aux lecteurs le choix du titre du manga : en cherchant dans le dictionnaire, elle a vu que, écrit avec des kanjis différents, le mot "yûsha" qui signifie "brave, héros" signifie "supérieur", c'est-à-dire "superior" en anglais. Trouvant que le mot sonnait bien, Ichtys l'a choisi pour titre.